# Fiat Iveco 150/190/190.33
O Fiat Iveco 150/190.29/190.33 ou Fiat Iveco Turbo foi um caminhão produzido na Argentina entre 1986 e 1997.